# Villa Barisoni
Villa Barisoni è una delle più antiche ville pre-palladiane presenti nel territorio padovano e veneto; sorge a Vigonza, in provincia di Padova, e si rivolge verso la strada principale che attraversa il paese, confinando con gli edifici parrocchiali, componendo un agglomerato culturalmente interessante, riunisce edifici di recente costruzione, come la chiesa parrocchiale (XIX secolo), e di più antica origine come il campanile (XV secolo), la casa canonica (XIII secolo), l'Osteria Barisoni (XVI secolo) ed edifici rustici di epoche diverse.
La villa nacque entro il 1520 sulle rovine di una fortificazione appartenente ai da Vigonza, un castello di cui rimangono cospicue vestigia in alzato. Fu Nicolò Barisoni, nobile milite padovano, a convertire le martoriate proprietà familiari in un fiorente podere suburbano in cui dedicarsi all'ozio e alla conversazione: «un pacifico ospizio per gli amici e per le muse». Abbandonata da diversi decenni, la struttura è stata incamerata tra i beni del Comune di Vigonza nel 2021.

## Descrizione
La villa si compone di tre corpi edilizi, la casa dominicale estesa sull'asse est-ovest, insolitamente stretta e composta da una infilata di cameroni che ingentiliscono i tre piani. Altri corpi, tra cui l'imponente barchessa, si sviluppano in maniera ortogonale, restituendo un complesso "ad elle" ancora in gran parte circondato dalla muraglia di cinta, aperta verso meridione da un imponente varco (privato di recente delle cancellate monumentali).                             